# 乾癬性關節炎
乾癬性關節炎（英語： 或簡稱為乾癬關節炎 英語：）是一種長期慢性的發炎性關節炎，發生在患有乾癬（一種自體免疫性疾病）的病人身上。乾癬關節炎的典型特徵是整個手指和腳趾腫脹，外觀像香腸一樣。通常會合併指甲病變，例如：指甲上有小凹陷（凹痕）、指甲變厚（角質層增厚）及指甲與指甲床分離（甲床分離）。皮膚的變化和乾癬一樣，例如：紅斑、鱗狀和發癢的斑塊。一般而言，皮膚症狀會在關節炎前發生，但有 15% 的關節炎患者是先有關節炎之後才出現乾癬。它是血清陰性脊椎關節病變之一。
一般認為乾癬關節炎的發病與遺傳學關係密切。肥胖和某些類形的乾癬可能會增加出現乾癬關節炎的風險。
乾癬患者中多達 30％ 會合併乾癬關節炎，兒童和成人都可能發病。乾癬關節炎中約 40–50% 患者具有 HLA-B27 基因型。這個問題在具有亞洲人或非洲人血統者較少見，且沒有特別的性別偏向。

## 症狀和體徵
乾癬性關節炎發病時常會出現一個或多個關節的疼痛、腫脹或僵硬。乾癬關節炎是發炎性、受影響的關節通常會發紅且摸起來有溫熱感。發病時七成的患者有非對稱性寡關節炎，是指在發病的前六個月中有二到四個關節發炎。然而，有 15% 的患者的關節炎會有對稱性。關節炎好發於遠端指關節（DIP）、近端指關節（PIP）、掌指關節（MCP）和腕關節。遠端指關節的關節炎是此病的特徵之一，15% 患者有這個症狀。
乾癬關節炎除了影響手部和腕部關節外，還可能影響手指、指甲和皮膚。手指或腳趾可能腫脹像香腸一樣的狀況，稱為香腸指。乾癬也會引起指甲病變，例如：凹陷或甲床分離、甲床剝離、指甲下的過度角化和水平方向的壟起。典型的乾癬表現為鱗狀皮膚病兆，最常出在在關節的伸側表面，例如：頭皮，新生兒裂口（屁股溝上方）和肚臍。
有四成乾癬性關節炎患者，可因薦腸關節炎或脊椎炎而發生骶骨（下背部，尾骨上方）區域的疼痛。也可能在足部或踝部周圍區域出現疼痛，特別是發生在跟腱或足底的著骨點炎，前者是跟腱炎（跟腱附著在跟骨的部位發炎），而後者是足底筋膜炎。
除了上述疼痛和發炎外，還會伴隨嚴重的疲勞感，就算經過充分休息也不會改善。精疲力竭的症狀可能持續數天或數周而不減退。乾癬關節炎可能會一直維持輕度或持續惡化成破壞性關節疾病。疾病發作期通常會與緩解期交替出現。其中有個特別嚴重的類型，關節炎會持續惡化，並發展成殘毀性關節炎，此時 X 光檢查會出現「 套中鉛筆（pencil-in-cup）」的變化。
由於長期發炎會造成關節破壞，因此建議早期診斷及早期治療，減緩或預防後續的關節破壞。

## 原因
確切的病因尚不清楚，但是在乾癬和乾癬性關節炎的全基因組關聯分析研究中找到數個可能有關的基因組，包括：HLA-B27。

## 診斷
參見：與皮膚疾病相關的人類白血球抗原等位基因清單

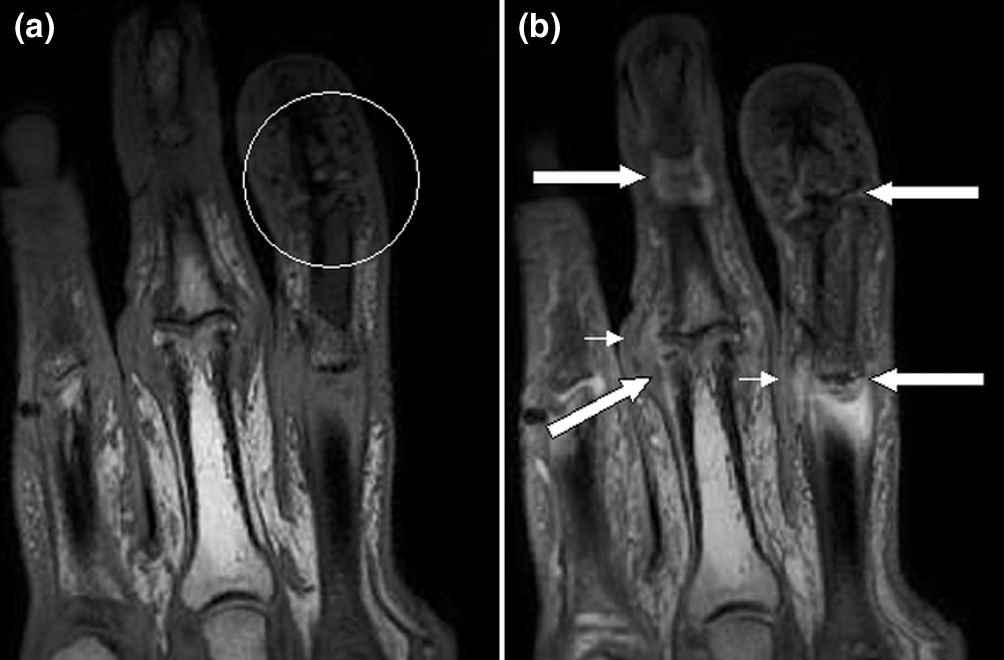
手指乾癬關節炎的核磁共振成像。比較靜脈注射顯影劑之前（圖 a）和之後（圖 b）的冠狀面 T1 加權影像。在第三和第四指的指間關節（PIP）及遠端指間關節（DIP）的滑膜顯影增強，代表活動性滑膜炎（滑膜發炎；大箭頭）。第三指 PIP 關節間隙變窄合併骨頭增生，第四指 DIP 關節（白色圓圈）處出現侵蝕。第三和第四指 PIP 人類解剖名辭關節囊外顯影增強（小箭頭），可能是著骨點炎（肌腱附著到骨頭上的位置發炎）。

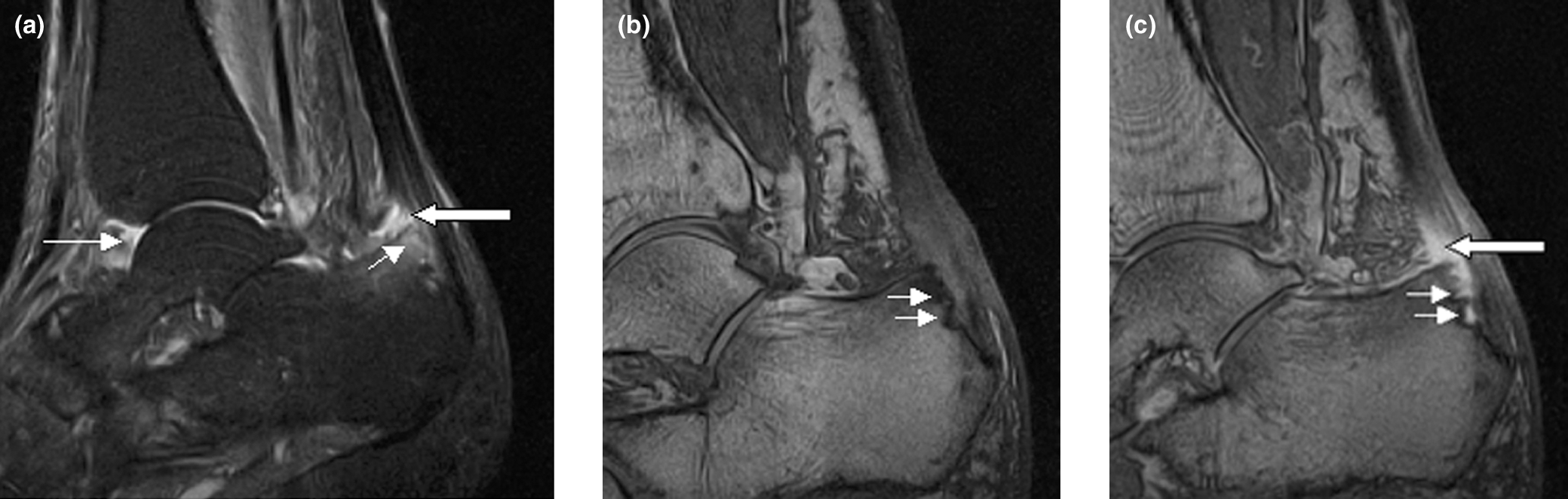
腳踝區域矢狀面的核磁共振成像：乾癬性關節炎。(a) Short tau inversion recovery (STIR) 影像，在跟腱著骨點（著骨點炎，粗箭頭）和踝關節滑膜（滑膜炎，細長箭頭），兩處的信號強度高。在肌腱著骨點出現骨髓水腫（細短箭頭）。(b, c) 同一患者不同部位的 T1 加權影像，比較靜脈注射顯影劑之前（圖 b）和之後（圖 c），確認著骨點發炎（大箭頭）和骨頭侵蝕（細短箭頭）。

沒有任何確定性的檢查方法有助於診斷乾癬性關節炎。乾癬關節炎的症狀可能與其他疾病非常相似，包括類風濕性關節炎。風濕病專科醫師（專門診療自體免疫性疾病的醫師）可能會透過身體檢查、病史、血液檢查和 X 光檢查來精準診斷乾癬性關節炎。
有助於診斷乾癬關節炎的因素包括：
- 患者自己患有乾癬，或是有乾癬或乾癬關節炎的家族病史。
- 類風濕因子（一種與類風濕性關節炎有關的血液因子）檢查結果陰性。
- 關節炎，影響到遠端指間關節（英语：Interphalangeal articulations of hand）（最靠近指尖的關節）。這不是類風濕關節炎的典型症狀。
- 手指甲或腳趾甲出現縱向脊狀線或是凹陷（甲床分離（英语：onycholysis）），常合併乾癬和乾癬性關節炎。
- X 光放射影像顯示關節出現退化的變化。

乾癬關節炎比其他關節炎相比，前者更為典型的其他症狀包括著骨點炎（發炎的位置在足根後面的跟腱，或是足底的足底筋膜和手指或腳趾腫脹如香腸一般的香腸指。

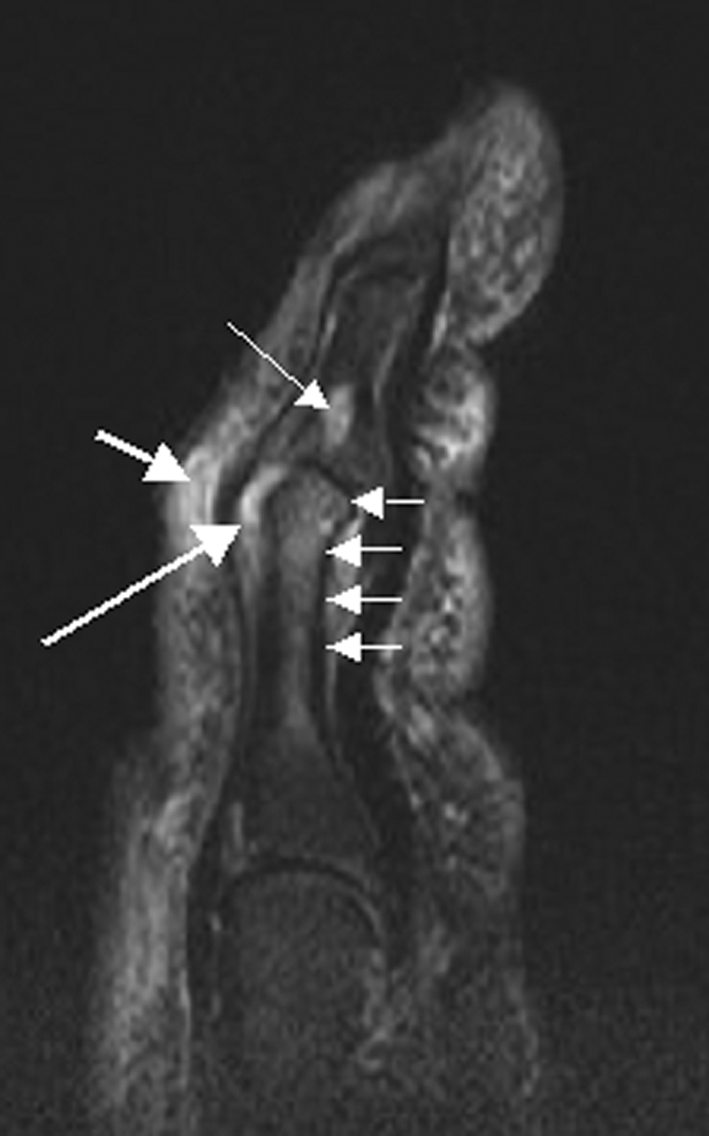
殘毀性乾癬關節炎在食指的核磁共振成像 T2 加權脂肪抑制的矢狀面影像。中指指骨的底部（長細箭頭）出現局部增強顯影（可能是侵蝕）。在近端指關節處（長粗箭頭）有滑膜炎及周邊軟組織水腫產生的顯影增加（短粗箭頭）。由近端指骨頭部延骨幹擴散至遠端的瀰漫性骨水腫（短細箭頭）。
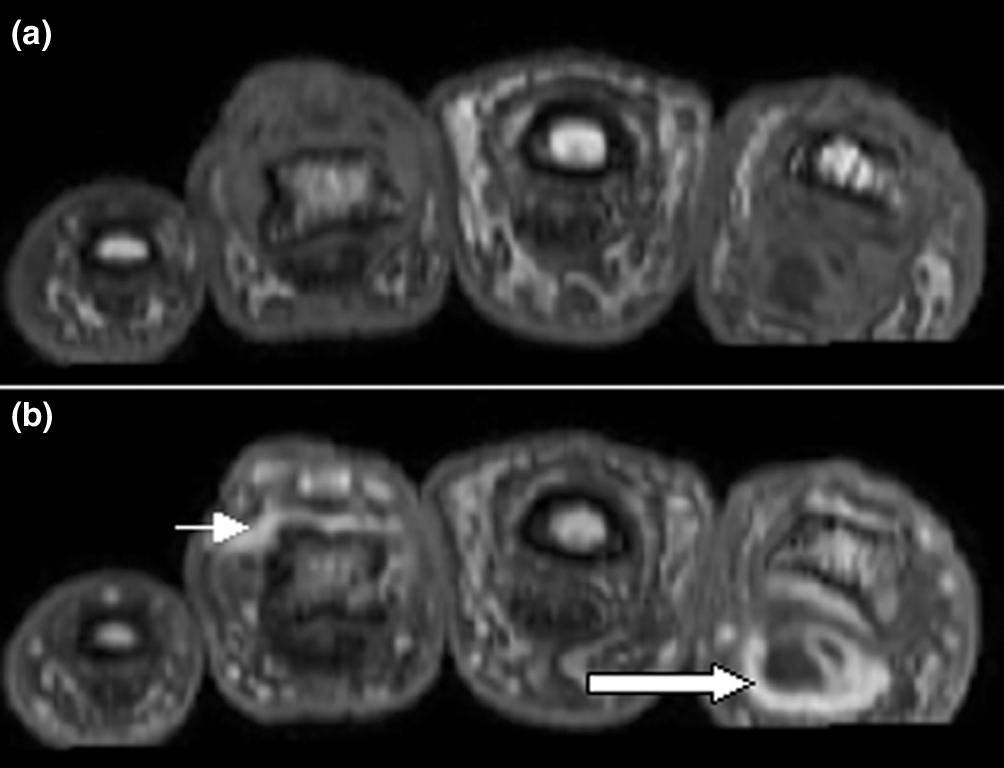
乾癬關節炎的手指的核磁共振成像。靜脈注射顯影劑之前（圖 a）和之後（圖 b）的 T1 加權中軸面影像，顯示第二手指屈側（英语：flexor）腱鞘變厚且顯影增強（大箭頭），這是因屈側腱鞘炎表現為香腸指（英语：dactylitis）。第四近端指間關節（小箭頭）可見到滑膜炎。
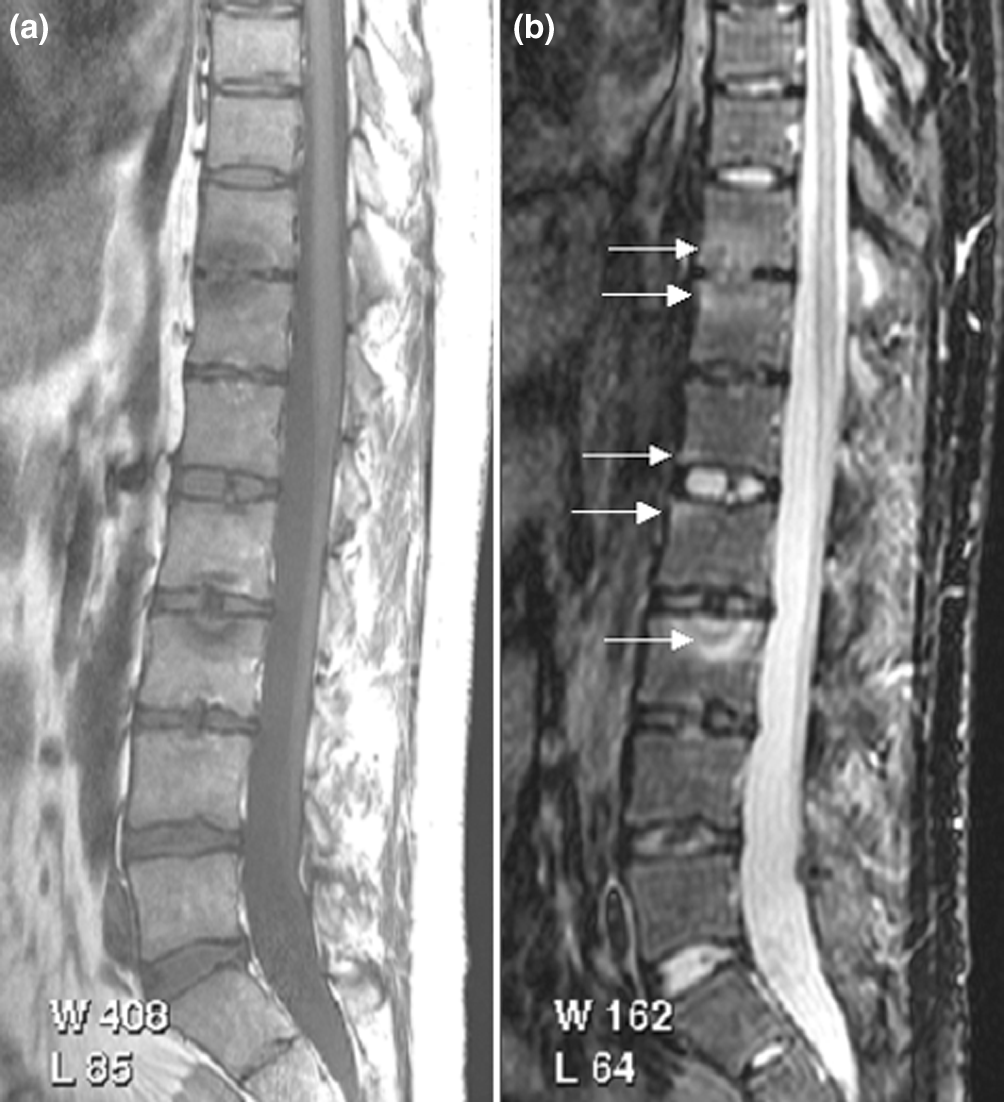
乾癬關節炎患者的腰部和胸部脊椎下半段的（a）T1 加權和（b）Short tau inversion recovery (STIR) 核磁共振成像。在數節脊椎（箭頭）都可見到活動性發炎。特別是在 L1/L2 處的前側脊椎炎，及 L3 的脊椎上層終板的發炎性安德森病兆（Andersson lesion）。
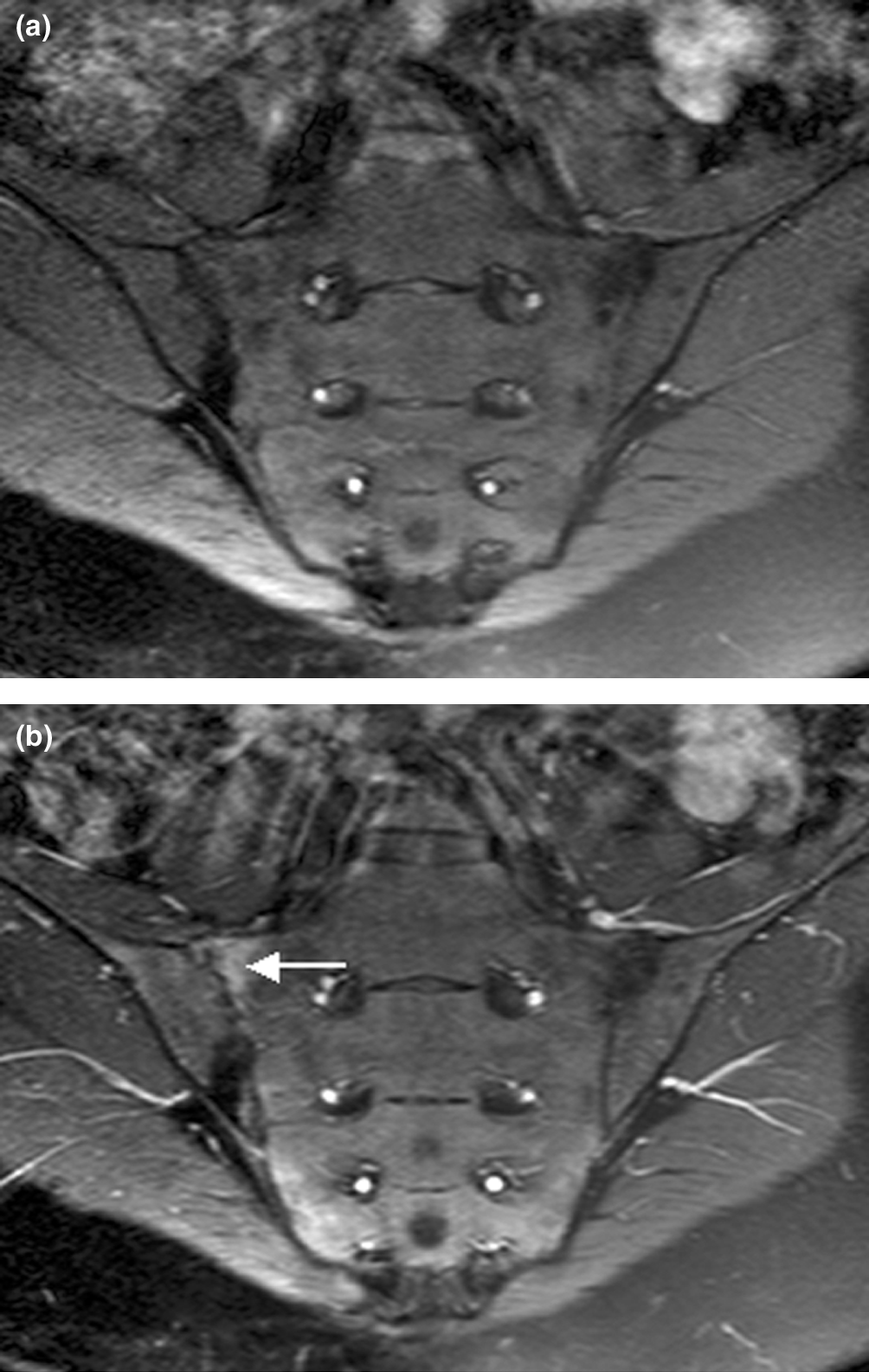
薦腸關節（英语：sacroiliac joint）的核磁共振成像。薦腸關節 T1 加權的半冠狀視圖，靜脈顯影劑（a）注射前，和（b）注射後。可見右側的薦腸關節的顯影增強（箭頭，左圖）代表活動性薦腸關節炎。患者診斷為乾癬性關節炎。

### 鑑別診斷
有數種疾病和乾癬關節炎的臨床表現相似，包括：類風濕性關節炎、骨關節炎、反應性關節炎、痛風、全身性紅斑狼瘡和炎症性腸病有關的關節炎。與乾癬關節炎不同，類風濕關節炎較常影響近端關節（例如：掌指關節），侵犯的關節數量較多，且受影響的關節常常具有對稱性。若患者合併脊椎關節炎，則診斷為乾癬性關節炎的機會遠大於類風濕關節炎。骨關節炎與乾癬關節炎的某些臨床特徵相似，例如：較常是非對稱地影響多個遠端關節。與乾癬關節炎不同，骨關節炎通常不會合併薦腸關節炎。乾癬關節炎有時會以單關節炎表現，只影響一個關節，不易與痛風或假性痛風區別。

### 分類
乾癬關節炎有五種主要類型：
- 寡關節型：此類型患者大約占 70%，病情一般較輕。一般不會同時影響身體兩側相同的關節，通常影響的關節數少於 3 個。
- 多關節型：此類型患者大約占 25%，會同時影響身體兩側相同的關節，通常影響的關節數在 5 個或 5 個以上。這種類型最像類風濕性關節炎，且其中半數會關節變型而致殘。
- 殘毀性關節炎（英語：arthritis mutilans，M07.1）：僅影響不到 5％ 患者，病情嚴重，是一種會造成關節變形和破壞性關節炎。關節炎在數月或數年間持續惡化，最終造成嚴重的關節損傷。殘毀性關節炎又被稱為慢性吸收性關節炎，類風濕性關節炎有時也有相同表現。
- 脊柱關節炎（M07.2）：此類型的特徵是頸部或脊柱薦腸關節（英语：sacroiliac joint）僵硬，但同時也可以影響手和腳，類似於對稱性關節炎。
- 遠端指間關節炎為主（M07.0）：此類型患者大約占 5%，典型表現是最接近手指和腳趾末端的關節發炎和僵硬。常常合併明顯的指甲病變。

## 治療方法
乾癬關節炎的背景病因是發炎；因此，治療目標在減輕和控制發炎。輕度的乾癬關節炎患者可以非類固醇消炎止痛藥單獨治療；然而，目前的治療趨勢是儘早使用 抗風濕調節藥物或生物製劑以減少不可逆的關節破壞。

### 非類固醇消炎止痛藥
通常，針對乾癬關節炎處方的第一類藥物是非類固醇消炎止痛藥（簡稱「消炎藥」），如：布洛芬和萘普生、接著是更強效的雙氯芬酸、吲哚美辛和依托度酸。非類固醇消炎止痛藥會刺激胃和腸，長期服用可能造成胃腸道出血。(環氧合酶-2 抑制劑)，又稱為昔布類（英語：Coxibs），例如：塞來昔布（celecoxib）或依托考昔（etoricoxib）與傳統消炎藥造成的腸胃道潰瘍和出血併發症相比，統計上顯著地降低 50 到 66% 的相對風險，但心血管事件的發生率卻增加（如：心肌梗塞或心臟病發作和中風。其它非選擇性的消炎藥和昔布類藥物皆有可能造成腎臟損傷的潛在的不良反應。

### 抗風濕調節藥物
用於症狀持續但沒有急性發作的患者。這類藥物不僅可以減輕疼痛和發炎，還能減少乾癬關節炎造成的關節破壞。大多數的調節藥物作用緩慢，可能需要數週甚至數月才能完全發揮作用。氨甲蝶呤或來氟米特是常用的處方藥物，其它用於治療乾癬關節炎的調節藥物包括環孢素、硫唑嘌呤和柳氮磺胺吡啶。根據近期的考科藍回顧研究，低劑量口服甲氨蝶呤比安慰劑些微有效。免疫抑制劑藥物也能減輕乾癬的皮膚症狀，但需注意可能的肝、腎副作用，並可能增加嚴重感染的風險。

### 生物製劑與小分子藥物
近年開發的新類型藥物，與會影響整個免疫系統的傳統調節藥物不同，功能上都是針對特定免疫系統功能的標靶治療。依藥物分子的大小分成大分子藥物，也就是生物反應修飾劑或生物製劑，與近年才開發出來的小分子藥物。前者是使用重組DNA技術開發，源自實驗室培養的活細胞，成份是大分子的蛋白質或有免疫球蛋白部分結構的大型分子；而後者的製作過程則與傳統的化學製藥方式相同，不過藥物的功能更具專一性。生物製劑一般是以皮下注射或是靜脈點滴輸注的方式給于，而小分子藥物則是口服。
用於治療乾癬性關節炎的生物製劑有：腫瘤壞死因子-α抑制劑，包括：英夫利西单抗（infliximab）、依那西普（恩博、etanercept）、戈利木單抗（golimumab）、西妥珠單抗（certolizumab pegol）和阿達木單抗（adalimumab）；白血球介素-12／白血球介素-23抑制劑的烏斯他單抗（ustekinumab）。近期開發的小分子藥物，屬於JAK激酶抑制劑的託法替尼（tofacitinib，Xeljanz）已被核准可治療活動性乾癬關節炎。
生物製劑可能會增加輕微和嚴重感染的風險。極少數情況，使用後可能引起神經系統疾病、血液疾病或某些類型的癌症。

### 磷酸二酯酶4抑制劑
阿普密蘭特（apremilast）是第一個可以治療乾癬關節炎的磷酸二酯酶4抑制劑小分子藥物。它在 2014 年獲得 FDA 批准。在抑制 PDE4（一種分解環腺苷酸的酶）後，cAMP 濃度上升，使後續的數種促炎因子（包括腫瘤壞死因子-α、白血球介素-17和白血球介素-23）減少，且增加抗炎因子白血球介素-10的濃度。
它是一種可以口服的錠劑。副作用包括頭痛、背痛、噁心、腹瀉、疲勞、鼻咽炎和上呼吸道感染，以及抑鬱和體重減輕。
此藥在 2014 年獲得專利，由賽爾基因製造，目前市場上沒有同類的學名藥。

### 其他治療
一個回顧研究發現低能量雷射療效的初步證據，並總結認為可能可以減輕類風濕性關節造成的疼痛和僵硬。
類維生素 A（retinoid etretinate）對關節炎和皮膚病均有效。甲氧基補骨脂素（methoxy psoralen）加上長波紫外線（PUVA）照射的光化學療法可治療嚴重型乾癬。若只有單一關節嚴重發炎，醫師可以關節注射皮質類固醇。若關節炎使關節嚴重受損，可以進行骨外科矯正手術，通常是關節置換術。手術可以有效緩解疼痛、矯正關節變形並增強關節的功能和強度。

## 流行病學
診斷為乾癬關節炎的患者，其中 70％ 是皮膚先出現乾癬之後才有關節炎，15% 是皮膚乾癬和關節炎同時發病，剩的 15% 是乾癬性關節炎發生後才出現皮膚乾癬。
從輕度到非常嚴重，也就是任何嚴重度的乾癬皮膚病患者，皆可能合併乾癬關節炎。
一般而言，乾癬關節炎傾向發生在皮膚出現乾癬後約 10 年左右。多數患者的年齡介於 30 到 55 歲之間，但兒童也可能得到此病。和成人相比，兒童患者先出現乾癬關節炎症狀，之後才出現乾癬的情況較多。
超過 80％ 的乾癬關節炎患者會合併乾癬性指甲病變，其特徵是指甲凹陷、指甲與下面的指甲床分離、指甲出現皺折和碎裂，或更嚴重的指甲脫落（甲床剝離）。
有 30％ 至 50％ 的患者中會合併著骨點炎，最常見的患部是足底筋膜和跟腱，但也可能發在髕骨、髂骨稜、上髁和棘上肌肌腱的著骨點。
患者中，男性和女性比率同近。與乾癬一樣，白種人得到乾癬關節炎的比率比非洲或亞洲人高。

## 外部連結
- Psoriatic Arthritis （页面存档备份，存于） at Patient.info
- Guidelines of care for the management of psoriasis and psoriatic arthritis—National Guideline Clearinghouse（英语：National Guideline Clearinghouse）
- US National Institute of Arthritis and Musculoskeletal and Skin Diseases （页面存档备份，存于）